# Habilitação de segurança
Uma habilitação de segurança (ou credencial de segurança) é um status garantido a indivíduos que permite que eles tenham acesso a informação confidencial, isto é, segredos de estado, ou a áreas restritas após uma completa e minuciosa verificação de antecedentes.  O termo "habilitação de segurança" é também por vezes utilizado em organizações privadas que têm um processo formal para vetar empregados de acesso a informação sigilosa. Uma habilitação por si própria normalmente não é suficiente para se obter acesso; a organização deve determinar que o indivíduo habilitado necessita saber a informação. Ninguém obtém acesso a informação confidencial somente devido a uma hierarquia, posição, ou habilitação de segurança.